# シルヴェスター (歌手)
シルヴェスター・ジェームス（Sylvester James、1947年9月6日 - 1988年12月16日）は、シルヴェスター（Sylvester）の芸名で知られるアメリカ合衆国のミュージシャンである。
またハーヴェイ・ミルクなどのLGBTの友人も多く、「ストーンウォールの反乱」に触発されてゲイを公言しており、ドラァグクイーンとしても知られる。

## 略歴
シルヴェスターは1947年9月6日ロサンゼルスのワッツに生まれる。
当初はゲイの演劇団として活躍していたが、ゴスペルをルーツにした歌唱力で1973年にブルー・サム・レコードから歌手としてデビューするが、それほど成功しなかった。
1977年にはファンタジー・レコードに移籍して1978年にアルバム『StepⅡ』を発表し、「You Make Me Feel (Mighty Real)」などヒットさせディスコサウンドミージシャンとして成功する。
その後、パトリック・カウリーと出会い、シンセサイザーを多用したハイエナジーサウンドで「Do You Wanna Funk」「Don't Stop」などのビッグヒットを発表しダンス音楽界で一世を風靡した。
1988年12月16日、AIDSによる合併症のため亡くなった。